# LWRC International
 (janvier 2014).
LWRC International, LLC (précédemment « Leitner-Wise Rifle Company, Inc. » et « Land Warfare Resources Corporation ») est un fabricant américain d'armes à feu sous contrat gouvernemental basé à Cambridge dans le Maryland.
Fondée en 1999, la société était active en recherche et développement jusqu'en janvier 2006, avant d'être rachetée par Pat Bryan, un vétéran de l'U.S. Army qui la réoriente dans la conception et la production d'armes. Avec ce rachat, LWRC absorbe « Grenadier Precision Ltd. », une société texane.

## Production
La firme est spécialisée dans la conception et fabrication de fusils dérivés de l'AR-15. Ses armes utilisent un mécanisme d'emprunt des gaz avec piston à course courte développé en interne. 
La gamme s'articule autour de quatre armes et différents calibres : le 5,56 × 45 mm Otan, le 7,62 × 51 mm Otan et le 6,8 mm Remington.
LWRC International propose aussi une gamme d'accessoires - soit fabriqués en interne, soit par des entreprises extérieures - adaptés à ses armes. Parmi ceux-ci, des kits d'entretien, des valises ou sacoches de transport, des organes de visée mécaniques…

## Gamme

### M6
Le M6 est un fusil dérivé du M4 avec lequel il partage 80 % de ses composants. Comme le HK416 de Heckler & Koch il utilise un système d'emprunt des gaz par piston à course courte.
Il est décliné en différentes variantes et longueurs de canons et est disponible en calibres 5,56 × 45 mm Otan ou 6,8 × 43 Remington.
Les variantes du M6 sont le M6A1 qui dispose d'un rail SOPMOD pour le montage d'accessoires (lampes-torches, poignée, viseur laser…), le M6A2 qui est présenté comme une évolution du A1 et pouvant être utilisé aussi bien comme fusil d'assaut que comme arme d'appui de précision, le PSD (Personal Security Detachment) qui est un fusil d'assaut compact avec canon de 220 mm et pouvant également voir sa crosse supprimée (version appelée M6A2-P) et, enfin, le M6A3. Ce dernier est décrit comme une arme d'appui pour le tir de précision. Il dispose d'un emprunt des gaz pouvant être ajusté en fonction des besoins (tir de munitions subsoniques, arme encrassée, grand froid…).
Le M6 a aussi connu deux versions particulières. La première est un fusil mitrailleur présenté dans le cadre du programme des US Marines visant à remplacer une partie de leurs M249, et la deuxième est un fusil d'assaut aligné dans l'appel d'offre qui visait à fournir un successeur au M4A1 de Colt dans l'armée américaine. Toutefois, ces deux armes n'ont pas été retenues dans leur compétition respective et n'ont pas connu de production en série.
L'émission Future Weapons de Discovery Channel présente les M6A2, M6A4 et le fusil LWRC SABR (en) (Sniper/Assaulter Battle Rifle).

### R.E.P.R.
Le Rapid Engagment Precision Rifle est un fusil semi-automatique chambré pour la puissante cartouche de 7,62 × 51 Otan et destiné au tir de précision et d'appui. Il utilise un mécanisme par emprunt des gaz à piston à course courte et culasse rotative. Le flux des gaz est ajustable par l'utilisateur en fonction des conditions de tir (tir de munitions subsoniques, arme encrassée, grand froid…) et le levier d'armement a été modifié. Il n'est plus à l'arrière comme sur les fusils de la famille AR-10/15, mais sur le côté gauche sur le couvre-culasse.
Le boîtier culasse du R.E.P.R. lui est propre et n'est pas interchangeable avec celui d'un autre fabricant comme c'est parfois le cas pour les fusils dérivés des AR-10/15. En revanche les chargeurs de 20 cartouches sont similaires à ceux utilisés par les armes dérivées du SR-25. Des chargeurs de 5 ou 10 cartouches sont aussi utilisables.
Selon le choix du client, deux crosses ajustables à la morphologie du tireur sont disponibles : UBR ou PRS de chez Magpul Industries. La carcasse du fusil est munie de rails Picatinny permettant le montage d'optiques de visée, d'un bipied ou d'autres accessoires. La visée de base est assurée par des organes métalliques repliables.
Le R.E.P.R. est disponible en différentes longueurs de canons : 305, 406, 457 ou 508 mm.

### Six8
La gamme Six8 regroupe les fusils M6 chambrés en 6,8 × 43 Remington : M6.8 A2 standard, M6.8 SPR à canon long et M6.8 UCIW compact.

## Utilisateurs
- La Drug Enforcement Administration (DEA, États-Unis) utilise le M6A2 dans une version appelée M6A2D-DEA.
- LWRC International fabrique pour le compte des SAS britanniques un fusil d'assaut ultra-compact, l'UCPW (Ultra Compact Personal Weapon). Lors de l'appel d'offre, il était opposé au HK416C d'Heckler & Koch.
- Des fusils LWRC International en calibre 6,8 × 43 Remington seraient utilisés par les forces spéciales jordaniennes.